# Cornelis Chardon
Cornelis Chardon, detto Kees (1919 – Campo di concentramento di Helmstedt-Beendorf, 4 gennaio 1945), è stato un avvocato olandese.

## Biografia
Cornelis "Kees" Chardon, un giovane avvocato olandese, era un membro attivo della resistenza durante la seconda guerra mondiale. Oltre a cercare dei nascondigli per gli ebrei, dava loro documenti d'identità falsi. Il suo ufficio a Delft, nell'Olanda meridionale, era sempre pieno di "clienti" ebrei che chiedevano aiuto per evitare la deportazione. Un testimone riferì che in un solo giorno riuscì a trovare dei nascondigli per ben quindici ebrei. Kees viaggiava in tutto il paese per convincere le persone a nascondere gli ebrei. Per i suoi sforzi non volle ricevere alcuna ricompensa, poiché agiva per convinzione religiosa e per amore verso il prossimo. Verso la fine del 1943 nascose Hanna Rodrigues de Miranda per un giorno nella casa dei suoi genitori, poi la trasferì in un luogo più sicuro in modo permanente. Nella primavera del 1944 cadde nella trappola di un doppiogiochista e venne arrestato assieme ai genitori, alla sorella e al cognato, che avevano sempre sostenuto Kees. Fu deportato nel campo di concentramento di Herzogenbusch, presso Vught, poi nel campo di Helmstedt-Beendorf, sottocampo del lager nazista di Neuengamme. Morì poco tempo prima che il campo fosse liberato per la cattiva salute e la stanchezza fisica. Il 5 maggio del 1964 Yad Vashem riconobbe Cornelis Chardon come Giusto tra le Nazioni.